# Грб Асенсиона
Грб Асенсиона је званични грб једне од административних јединица Британске прекоморске територије Света Јелена, Асенсион и Тристан да Куња - острва Асенсион.
Грб је усвојен августа 2012. године.

## Опис грба
Грб Асенсиона састоји се од штита чија је позадина представљена таласастим плавим и бијелим линијама на којима су представљена три галеба у лету. Штит је подјељен зеленом преломљеном линијом, тако да се два галеба налазе у горњој, а један на доњој половини.
Штит је огрнут зелено-бијелим огртачем (плаштом) са витешком кацигом на челенки, изнад које је приказана силуета брода на беленом троуглу. Штит држе двије корњаче .